# Marie Byles
Pour les articles homonymes, voir Myles.
Marie Beuzeville Byles (8 avril 1900 - 21 novembre 1979) est une écologiste australienne, pacifiste, la première femme avocate en exercice en Nouvelle-Galles du Sud, alpiniste, exploratrice et passionnée de randonnée, féministe, journaliste et membre fondatrice de la Société bouddhiste de Nouvelle-Galles du Sud. Elle est également une écrivaine de voyages et de non-fiction,.

## Biographie
Aînée de trois enfants, Byles est née en 1900 à Ashton upon Mersey (en), dans ce qui est alors le Cheshire, en Angleterre, de parents progressistes. Ses frères cadets sont David John Byles et Baldur Unwin Byles (1904–1975),. Ses parents sont unitariens universalistes, socialistes fabiens et pacifistes. Sa mère Ida Margaret, née Unwin, est une suffragette et a étudié à la Slade School of Fine Art, jusqu'à ce que « ses talents artistiques soient perdus dans les corvées du ménage » et qui fait comprendre à sa fille la nécessité d'être financièrement indépendante des hommes. Son père, Cyril Beuzeville Byles, est ingénieur des signaux ferroviaires. En Angleterre, il implique ses enfants dans des campagnes contre les clôtures qui empêchent l'accès du public aux promenades récréatives.
La famille déménage en Australie en 1911 parce que Cyril Byles est nommé ingénieur en chef des signaux auprès des chemins de fer du gouvernement de la Nouvelle-Galles du Sud, pour concevoir le système de signalisation pour l'électrification du réseau ferroviaire. Ils trouvent un terrain à Beecroft et y construisent en 1913 une maison qu'ils baptisent Chilworth. La famille passe ses étés au bord de la mer et, en 1913, elle construit également un petit cottage à Palm Beach, sur Sunrise Hill, face au phare.
Byles fait ses études à l'école primaire Beecroft et au Presbyterian Ladies' College de Sydney (en) à Croydon de 1914 à 1915, puis en 1916 et 1917 sur le nouveau deuxième campus de l'école à Pymble (maintenant connu sous le nom de Pymble Ladies' College (en)). Elle excelle et devient préfète et dux de l'école en 1916, puis préfète principale et dux l'année suivante. Lors de son inscription, elle remporte une exposition à l'Université de Sydney.
Byles ne s'est jamais mariée, n'a pas eu d'enfants et considère comme un gaspillage de potentiel le fait que son amie Dot Butler (en) ait choisi d'avoir des enfants plutôt que de continuer à pratiquer l'alpinisme à plein temps.
En 1932, elle rejoint le Women's Club, créé à Sydney en 1901 pour offrir un lieu où les femmes « intéressées par le travail public, professionnel, scientifique et artistique » peuvent se rencontrer.
Byles est élevée comme végétarienne stricte par sa mère et, en 1957, elle déclare qu'elle n'a jamais mangé de viande.

## Première femme avocate
Byles est l’une des rares femmes à fréquenter l’Université de Sydney. Elle obtient un baccalauréat ès arts en 1921 et en 1924, un baccalauréat en droit et devient la première femme à être admise comme avocate en Nouvelle-Galles du Sud,. Bien qu'Ada Evans (en) ait obtenu son diplôme de droit en 1902, il est illégal pour une femme d'exercer le droit en Australie jusqu'en 1918. Après avoir travaillé comme greffière pendant quatre ans, Byles ouvre un cabinet d'avocat en 1929, devenant ainsi la première femme à le faire en Nouvelle-Galles du Sud.
Byles exploite deux cabinets d'avocats, l'un à Eastwood et l'autre dans le centre de Sydney. Elle donne aux jeunes femmes l’opportunité de participer à la profession. Elle travaille principalement sur les transferts de propriété et les successions, et également pour garantir des règlements de divorce équitables pour les clientes. Elle prend sa retraite et transmet le cabinet d'avocats à un associé en 1970.

## Journaliste et conférencière
En tant qu'étudiante, Byles écrit et publie des articles sur des sujets juridiques, politiques et environnementaux. De 1927 à 1936, elle occupe le poste de correspondante juridique pour l'Australian Women's Mirror. Elle écrit des articles contre les femmes qui changent de nom après le mariage, afin de protéger leurs biens financiers. En tant que correspondante juridique, elle attire l'attention sur les lois et les pratiques judiciaires discriminatoires à l'égard des femmes. Elle donne des conférences pour l'Union australienne de la Société des Nations et écrit des brochures pour les Associations unies des femmes.

## Écologiste et randonneuse

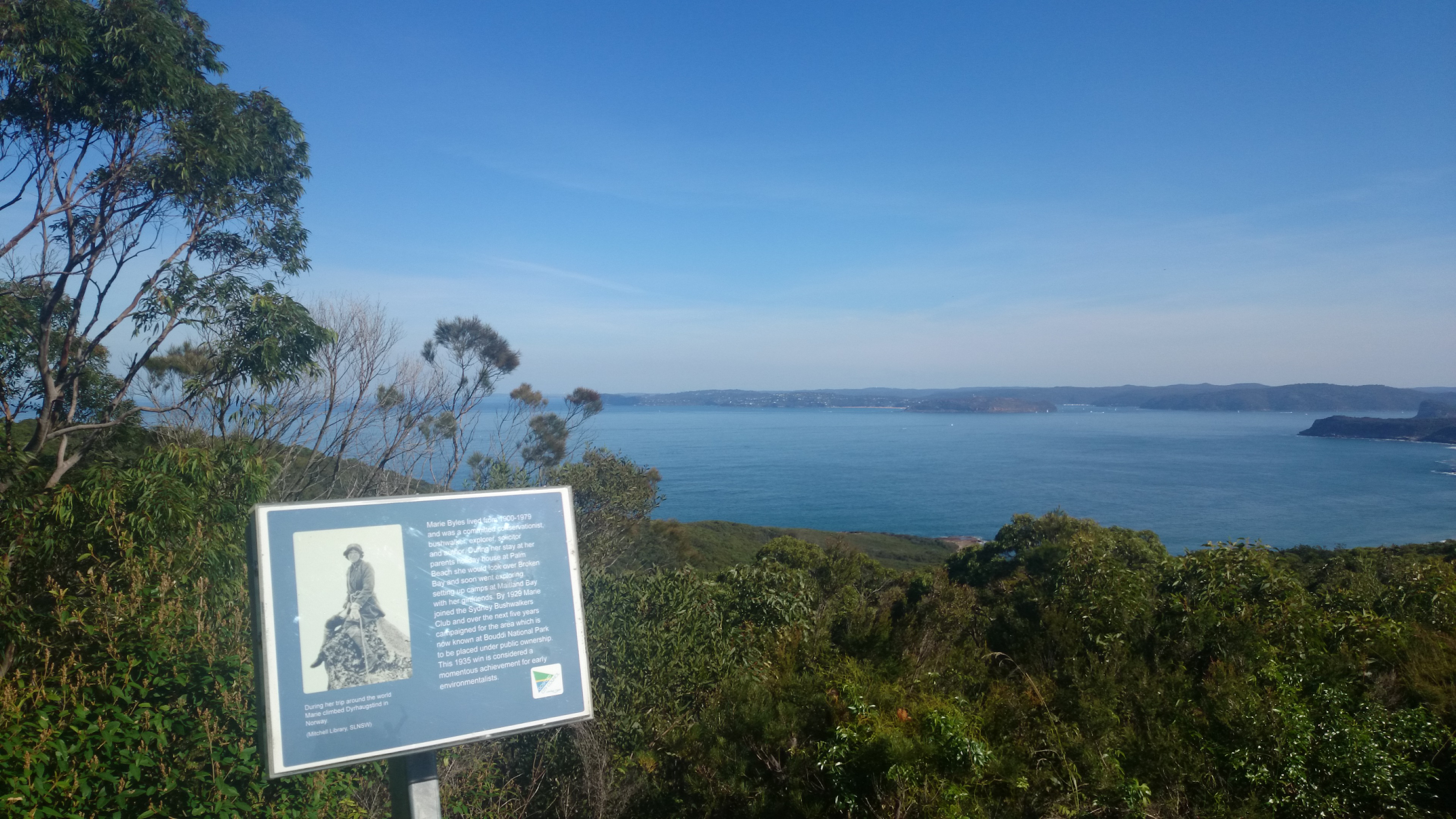
Le belvédère de Marie Byles

Lorsqu'elle est adolescente, dans la résidence de vacances de sa famille à Palm Beach, Byles observe à travers son télescope la baie Broken Bay jusqu'à la brousse au-delà de la côte centrale. La zone est indiquée sur les cartes sous le nom de Bouddi, un nom aborigène signifiant nez. C'est une réserve de charbon visitée uniquement par les pêcheurs. En 1920, Byles et certains de ses amis d'université entreprennent de traverser la brousse de Bouddi jusqu'à la baie de Maitland, alors connue sous le nom de Boat Harbour, où ils campent. Ce devient leur lieu de prédilection. Le seul club de randonnée pédestre de l'époque est le Mountain Trails Club dirigé par Myles Dunphy, qui n'admet pas les femmes. En 1929, l'accent est de plus en plus mis sur les loisirs organisés pour la population urbaine et suburbaine et Marie rejoint le Sydney Bush Walkers Club (en), créé il deux ans auparavant. En 1930, un nouveau nom pour Boat Harbour est proposé par le club ; la randonneuse Dorothy Lawry suggère Maitland Bay d'après le bateau à vapeur qui fit naufrage à l'extrémité nord de la plage en 1889.
Au cours des cinq années suivantes, avec le soutien de la Fédération des clubs de randonnées pédestres de Sydney, Byles mène avec succès une campagne dans la presse pour que la zone soit placée sous la propriété publique. La création du parc naturel de Bouddi en 1935 est une réalisation historique pour les premiers défenseurs de l'environnement. Le Département des terres réserve une zone encore plus grande que celle proposée par Byles. Byles est élue administratrice du conseil d'administration qui gère le parc et, pendant de nombreuses années, organise les bénévoles pour nettoyer et entretenir ses sentiers de randonnée. Un belvédère sur Bouddi porte son nom ; il est accessible en voiture, sur la Scenic Road à Killcare Heights, juste au sud du centre d'accueil des visiteurs du parc national de Bouddi.
En 1939, Byles est la cofondatrice, avec son ami proche Paddy Pallin (en), du Bush Club. Il s'agit d'un club de randonnée mettant l'accent sur les promenades d'une journée, qui n'impose pas de tests d'entrée rigoureux aux membres potentiels et qui attire de nombreux réfugiés européens d'avant-guerre en tant que membres,.

## Exploratrice
En 1927-1928, Byles a économisé suffisamment d'argent en travaillant pendant quatre ans comme assistant juridique pour prendre une année sabbatique afin de voyager. Elle part sur un cargo norvégien, et c'est de ce voyage qu'elle écrit son livre à succès By Cargo Boat and Mountain, publié en 1931. Plus tard, elle peut périodiquement laisser son cabinet d'avocats entre les mains d'associés pour gravir des montagnes en Grande-Bretagne, en Norvège et au Canada. En 1935, elle gravit le mont Cook en Nouvelle-Zélande. Après avoir découvert qu'une expédition en Alaska serait trop coûteuse, elle dirige en 1938 une grande expédition au mont Sansato, dans l'ouest de la Chine, près de la frontière tibétaine. Parfois, son groupe en Chine voyage avec une escorte militaire pour les protéger des bandits. En raison du mauvais temps, l'expédition ne réussit pas à atteindre le sommet et Byles est amèrement déçue.

## Méditation
Byles s'intéresse à la dénomination chrétienne quaker, mais son adhésion lui est refusée. Au cours de ses voyages à travers la Birmanie, la Chine et le Vietnam en 1938, Byles choisit souvent de séjourner dans des temples, ce qui la met en contact direct avec des cultures et des religions non européennes. À son retour, elle renouvelle son intérêt pour les enseignements de Gandhi et commence à explorer le bouddhisme. Une voûte plantaire affaissée signifie qu'elle n'est plus capable de marcher sur de longues distances ou de grimper, et elle étudie la spiritualité et la méditation pour trouver des moyens de faire face à sa douleur.
Au cours des années suivantes, Byles passe un an en Inde, notamment dans l'Himalaya, et fait trois voyages en Birmanie et deux au Japon. En 1960, elle forme un groupe de méditation, invitant les personnes intéressées, de toute religion ou sans religion, à se réunir le samedi après-midi pour étudier les techniques de méditation. Plus tard dans sa vie, elle s'intéresse particulièrement au bouddhisme Mahayana et à la pratique consciente de la bonté et de la compassion. À partir de ces expériences, elle écrit quatre livres sur le bouddhisme.

## La maison de Byles

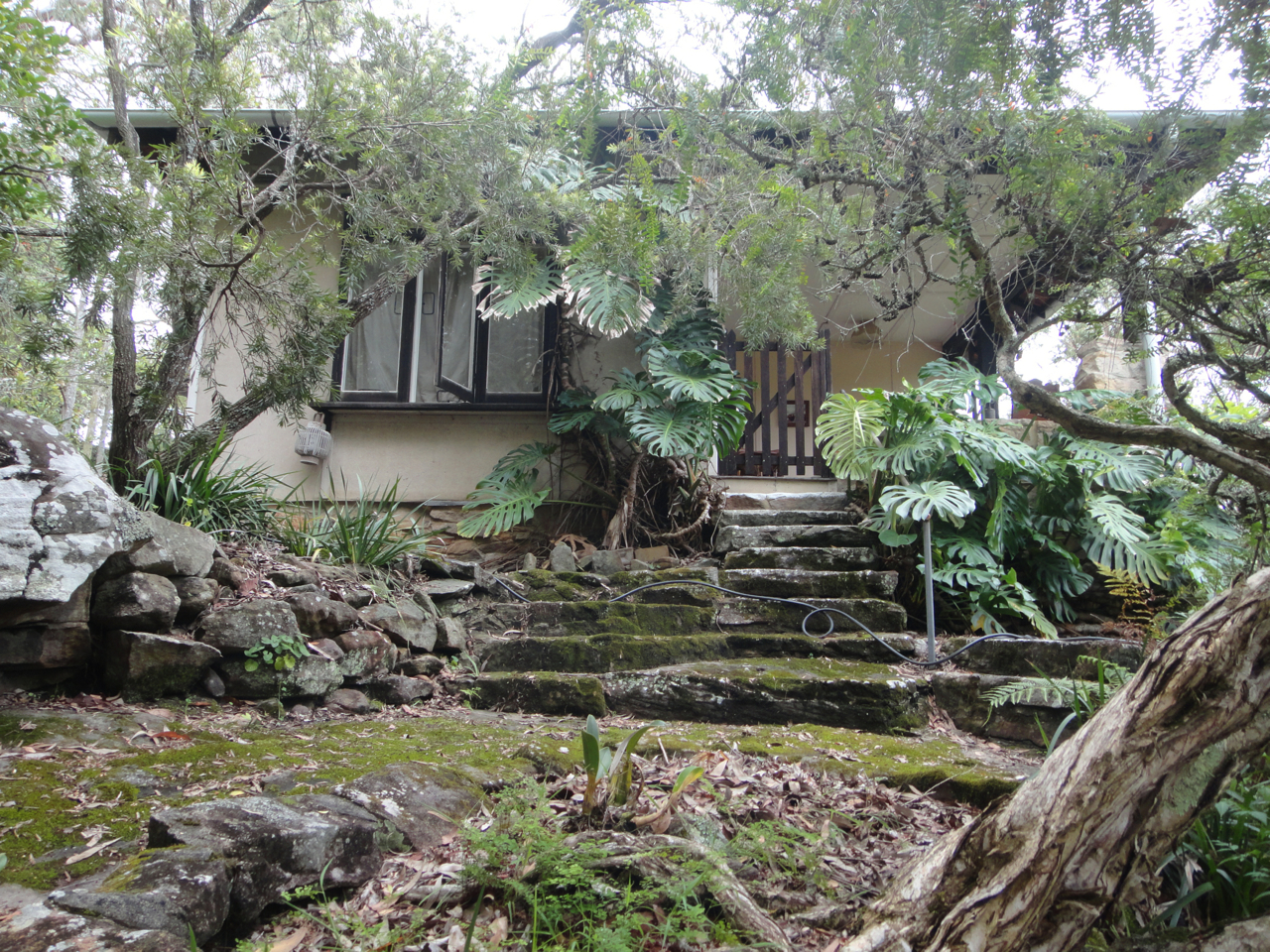
« Ahimsa », la maison que Byles a construite à la périphérie de Cheltenham, telle qu'elle était en 2015

En 1938, Byles quitte la maison familiale de Beecroft et construit sa propre maison sur un terrain qu'elle avait acheté en 1935 à la limite de Cheltenham, à proximité des terres de la Couronne. Elle la nomme Ahimsa, d'après le terme utilisé par Gandhi signifiant « innocuité ». Le cottage simple de quatre pièces est construit en fibro et e, grès, et la grande véranda orientée au nord est principalement l'endroit où Byles dors et vit, de préférence aux pièces intérieures. En plus de la maison, elle souhaite avoir sur son terrain un endroit où les groupes pourraient se réunir pour des discussions et de la méditation. En 1949, la Cabane du Joyeux Présage est achevée, conçue comme un lieu de couchage ouvert avec des couchettes et une grande cheminée en grès. Elle fait construire en 1975 une autre petite maison à côté de Ahimsa, appelée Sentosa (mot malais signifiant paix et tranquillité).
En 1970, Byles lègue sa propriété au National Trust of Australia (NSW), qu'elle a aidé en 1946 lorsqu'elle était l'avocate consultante qui a rédigé la constitution de l'organisation.

## Décès et héritage
Byles est morte à Ahimsa en 1979. En 1985, un documentaire dramatisé, A Singular Woman, est réalisé par Gillian Coote à partir du texte d'une autobiographie inédite écrite par Byles, ainsi que de reconstitutions et de commentaires d'amis,. Ses papiers (1923–1982) sont conservés à la Bibliothèque d'État de Nouvelle-Galles du Sud.
Le ruisseau Byles, près de chez elle, porte son nom, tout comme Byles Place, dans la banlieue de Canberra à Chisholm, et le belvédère Marie Byles à Killcare Heights, en Nouvelle-Galles du Sud.

## Ouvrages
- By Cargo Boat and Mountain (1931)
- Footprints of Gautama the Buddha (1957)
- Journey into Burmese Silence (1962)
- The Lotus and the Spinning Wheel (1963)
- Paths to Inner Calm (1965)
- A New Road to Ancient Truth, de Tenko Nishida et Ittoen Tenko-San, traduit par Makoto Ohashi (introduction seulement, 1971)
- Stand Straight without Strain (1978) sur la technique Alexander
- Many Lives in One, autobiographie inédite[21]